# Орден Дружбы (Армения)
Орден Дружбы — государственная награда Армении. Учреждён 9 августа 2014 года.

## Положение о награде
1. Награждение орденом Дружбы производится за значительные заслуги в деле укрепления и развития политического, экономического, научно-образовательного сотрудничества, культурного и религиозного взаимопонимания, а также дружеских связей между народами.
2. Орденом Дружбы награждаются граждане Республики Армения и иностранные граждане, политические, экономические, общественные, религиозные деятели.
3. Награждение орденом может быть произведено как по личной инициативе Президента Республики Армения, так и на основании ходатайства. Ходатайство о награждении орденом Дружбы возбуждается Премьер-министром Республики Армения, а также руководителями органов государственного управления и мэром Еревана в случае причастности награждаемого к сферам их деятельности.
4. Орден Дружбы носится на правой стороне груди после Ордена «За заслуги перед Отечеством».

## Кавалеры ордена
За период существования ордена Орденом Дружбы был награждён 62 человека:

### 2014 год (2 человека)
1. Вероника Зонабенд (3 октября 2014 года), председатель Совета Попечителей Дилижанской международной школы (Россия) — за значительный вклад в развитие сферы образования Республики Армения и международного научно-образовательного сотрудничества, строительство Дилижанской международной школы и реализацию образовательных программ[1][2].
2. Олег Жуков (3 октября 2014 года), строитель (Россия) — за содействие развитию сферы образования Республики Армения и международному научно-образовательному сотрудничеству, поддержку строительства Дилижанской международной школы[3][4].

### 2015 год (10 человек)
1. Андрей Бельянинов (18 марта 2015 года), руководитель Федеральной таможенной службы Российской Федерации (Россия) — за вклад в развитие экономических связей между Республикой Армения и Российской Федерацией, а также в укрепление дружбы между народами[5].
2. Крешенцио Сепе (4 апреля 2015 года), архиепископ Неаполя, кардинал (Италия) — за значительный вклад в укрепление двусторонних связей между Арменией и Святым Престолом, а также за сохранение духовных ценностей[6].
3. Курт Кох (4 апреля 2015 года), председатель Папского совета по стимулированию единства христиан, кардинал (Ватикан) — за значительный вклад в признание Геноцида армян, распространение духовных ценностей, а также укрепление армяно-итальянских культурных связей[7].
4. Андреа Риккарди (4 апреля 2015 года), учредитель Общины Святого Эгидия (Италия) — за значительный вклад в признание Геноцида армян, распространение духовных ценностей, а также укрепление армяно-итальянских культурных связей[8].
5. Марко Импалиаццо[нем.] (4 апреля 2015 года), руководитель Общины Святого Эгидия (Италия) — за значительный вклад в признание Геноцида армян, укрепление армяно-итальянских дружественных связей, а также активную научную и общественную деятельность[9].
6. Алексей Миллер (16 апреля 2015 года), председатель правления ОАО «Газпром» (Россия) — за значительный вклад в развитие и укрепление экономических связей между Республикой Армения и Российской Федерацией, а также в укрепление дружбы между армянским и российским народами[10].
7. Константин Орбелян (12 мая 2015 года) — за вклад в укрепление армяно-российских культурных связей[11].
8. Райнер Морел (26 июня 2015 года), посол Федеративной Республики Германия в Республике Армения — за значительный вклад в укрепление армяно-германских отношений[12].
9. Леонардо Сандри (16 сентября 2015 года), префект Конгрегации восточных церквей Святого Престола, кардинал (Ватикан) — за значительный вклад в сохранение духовных ценностей, укрепление двусторонних отношений между Арменией и Святым Престолом, а также активную проармянскую деятельность[13].
10. Жан-Пьер Маэ (16 сентября 2015 года), (Франция) — по случаю Дня независимости Республики Армения, за значительный вклад в укрепление армяно-французских культурных связей и развитие арменоведения[14].

### 2016 год (8 человек)
1. Валерий Зорькин (9 марта 2016 года), председатель Конституционного Суда Российской Федерации (Россия) — за значительный вклад в укрепление и развитие армяно-российских дружественных связей, а также за многолетнее и эффективное сотрудничество в сфере конституционного правосудия[15].
2. Юрий Чайка (9 марта 2016 года), генеральный прокурор Российской Федерации (Россия) — за значительный вклад в углубление сотрудничества между правоохранительными органами Республики Армения и Российской Федерации, укрепление и развитие армяно-российских дружественных связей[16].
3. Александр Бастрыкин (9 марта 2016 года), председатель Следственного комитета Российской Федерации (Россия) — за значительный вклад в углубление сотрудничества между правоохранительными органами Республики Армения и Российской Федерации, укрепление и развитие армяно-российских дружественных связей[17].
4. Владимир Пучков (12 марта 2016 года), министр гражданской обороны, ликвидации последствий чрезвычайных ситуаций и стихийных бедствий Российской Федерации (Россия) — за значительный вклад в углубление сотрудничества спасательных служб Республики Армения и Российской Федерации, укрепление и развитие армяно-российских дружественных связей[18].
5. Алексей Лидов (17 сентября 2016 года), историк (Россия) — за значительный вклад в изучение армянского историко-культурного наследия[19].
6. Эрик Фридлер (17 сентября 2016 года), режиссёр, публицист (Германия) — за значительный вклад в международное признание Геноцида армян[20].
7. Жан-Мишель Угурлян[англ.] (24 октября 2016 года), Чрезвычайный и Полномочный Посол Суверенного Военного Мальтийского ордена в Республике Армения — за вклад в укрепление сотрудничества и развитие дружественных отношений между Республикой Армения и Суверенным Военным Мальтийским Орденом[21].
8. Анастас Алексеевич Микоян (Стас Намин) (17 декабря 2016 года), музыкант-композитор, продюсер (Россия) — за значительный вклад в укрепление армяно-российских культурных связей и развитие дружеских отношений между народами[22].

### 2017 год (1 человек)
1. Мишель Фараон (27 апреля 2017 года), Государственный министр по вопросам планирования Ливанской Республики (Ливан) — за значительный вклад в развитие армяно-ливанских экономических связей, а также в укрепление дружбы между народами[23].

### 2018 год (2 человека)
1. Иван Волынкин (3 апреля 2018 года), Чрезвычайный и Полномочный Посол Российской Федерации в Республике Армения (Россия) — за значительный вклад в развитие дипломатических отношений между Республикой Армения и Российской Федерацией, укрепление дружбы армянского и российского народов[24].
2. Принц Уэльский Чарльз (19 октября 2018 года) — за вклад в укрепление и развитие армяно-британских дружественных связей[25].

### 2019 год (1 человек)
1. Хелен Эванс (13 сентября 2019 года), ответственная выставки отдела византийского искусства Нью-Йоркского Музея «Метрополитен», координатор выставки «Армения» — за значительный вклад в представление миру армянской культуры так, как она того заслуживает, а также в укрепление и развитие армяно-американских дружественных отношений[26].

### 2021 год (24 человека)
1. Кристиан Камбон[англ.] (16 апреля 2021 года), Председатель Комиссии по внешним отношениям, обороне и вооружённым силам Сената Французской Республики — за значительный вклад в укрепление и развитие армяно-французских дружественных связей[27].
2. Бруто Ратон (16 апреля 2021 года), Председатель фракции «Республиканцы» Сената Французской Республики — за значительный вклад в укрепление и развитие армяно-французских дружественных связей[27].
3. Патрик Канне (16 апреля 2021 года), Председатель фракции «Социалистическая, экологическая и республиканская» Сената Французской Республики — за значительный вклад в укрепление и развитие армяно-французских дружественных связей[27].
4. Эрвин Марсель[англ.] (16 апреля 2021 года), Председатель фракции «Процентристский союз» Сената Французской Республики — за значительный вклад в укрепление и развитие армяно-французских дружественных связей[27].
5. Жильбер-Люк Девиназ[англ.] (16 апреля 2021 года), Председатель группы дружбы «Франция-Армения» Сената Французской Республики — за значительный вклад в укрепление и развитие армяно-французских дружественных связей[27].
6. Юбер де Кансони (16 апреля 2021 года), Дипломатический советник председателя Сената Французской Республики — за значительный вклад в укрепление и развитие армяно-французских дружественных связей[27].
7. Элиан Асаси (21 апреля 2021 года), Председатель фракции «Коммунистическая, республиканская, гражданская и экологическая» Сената Французской Республики — за значительный вклад в укрепление и развитие армяно-французских дружественных связей[28].
8. Гильом Гонтар[фр.] (21 апреля 2021 года), Председатель фракции «Окружающая среда, солидарность и территории» Сената Французской Республики — за значительный вклад в укрепление и развитие армяно-французских дружественных связей[28].
9. Риккардо Антонио Мути (25 июня 2021 года), учредитель музыкального фестиваля Равенны, дирижёр — за значительный вклад в культурное сотрудничество между Арменией и Италией, укрепление и развитие армяно-итальянских дружеских отношений[29].
10. Мария Кристина Мадзавилани (25 июня 2021 года), учредитель музыкального фестиваля Равенны, почётный президент — за значительный вклад в культурное сотрудничество между Арменией и Италией, укрепление и развитие армяно-итальянских дружеских отношений[30].
11. Евгений Кисин (29 сентября 2021 года), пианист — за значительный вклад в укрепление и развитие армяно-российских культурных связей[31].
12. Лаура Маттарелла[итал.] (октябрь 2021 года), жена президента Италии Серджо Маттареллы[32].
13. Вячеслав Володин (16 декабря 2021 года), Председатель Государственной Думы Федерального Собрания Российской Федерации — по случаю 30-летия независимости Армении, за значительный вклад в укрепление и развитие дружественных отношений с Республикой Армения, углубление политического и экономического сотрудничества[33].
14. Роберт Менендес (16 декабря 2021 года), Член Сената США — по случаю 30-летия установления дипломатических отношений между Республикой Армения и Соединёнными Штатами Америки, за значительный вклад в укрепление и развитие армяно-американских дружественных отношений и защиту общечеловеческих ценностей[34].
15. Митч Макконнелл (16 декабря 2021 года), Член Сената США — по случаю 30-летия установления дипломатических отношений между Республикой Армения и Соединёнными Штатами Америки, за значительный вклад в укрепление и развитие армяно-американских дружественных отношений и защиту общечеловеческих ценностей[34].
16. Фрэнк Паллоне[англ.] (16 декабря 2021 года), Член Палаты представителей США — по случаю 30-летия установления дипломатических отношений между Республикой Армения и Соединёнными Штатами Америки, за значительный вклад в укрепление и развитие армяно-американских дружественных отношений и защиту общечеловеческих ценностей[34].
17. Джеки Шпейер[англ.] (16 декабря 2021 года), Член Палаты представителей США — по случаю 30-летия установления дипломатических отношений между Республикой Армения и Соединёнными Штатами Америки, за значительный вклад в укрепление и развитие армяно-американских дружественных отношений и защиту общечеловеческих ценностей[34].
18. Адам Шифф (16 декабря 2021 года), Член Палаты представителей США — по случаю 30-летия установления дипломатических отношений между Республикой Армения и Соединёнными Штатами Америки, за значительный вклад в укрепление и развитие армяно-американских дружественных отношений и защиту общечеловеческих ценностей[34].
19. Брэд Шерман (16 декабря 2021 года), Член Палаты представителей США — по случаю 30-летия установления дипломатических отношений между Республикой Армения и Соединёнными Штатами Америки, за значительный вклад в укрепление и развитие армяно-американских дружественных отношений и защиту общечеловеческих ценностей[34].
20. Анна Эшшо[англ.] (16 декабря 2021 года), Член Палаты представителей США — по случаю 30-летия установления дипломатических отношений между Республикой Армения и Соединёнными Штатами Америки, за значительный вклад в укрепление и развитие армяно-американских дружественных отношений и защиту общечеловеческих ценностей[34].
21. Франс де Хартинг (16 декабря 2021 года), первый посол Французской Республики в Республике Армения — по случаю 30-летия независимости Армении, за значительный вклад в установление, укрепление и развитие дружественных отношений с Республикой Армения, защиту общечеловеческих ценностей[35].
22. Никос Дендиас (16 декабря 2021 года), Министр иностранных дел Греческой Республики — по случаю 30-летия независимости Армении, за значительный вклад в установление, укрепление и развитие дружественных отношений с Республикой Армения, защиту общечеловеческих ценностей[35].
23. Никос Христодулидис (16 декабря 2021 года), Министр иностранных дел Республики Кипр — по случаю 30-летия независимости Армении, за значительный вклад в установление, укрепление и развитие дружественных отношений с Республикой Армения, защиту общечеловеческих ценностей[35].
24. Анвар Мухаммад Гаргаш (16 декабря 2021 года), Советник президента Объединённых Арабских Эмиратов — по случаю 30-летия независимости Армении, за значительный вклад в установление, укрепление и развитие дружественных отношений с Республикой Армения, защиту общечеловеческих ценностей[35].

### 2022 год (4 человека)
1. Хамад бин Халифа Аль Тани (июнь 2022 года), бывший эмир Катара[36].
2. Пол Ричард Галлахер (21 октября 2022 года), секретарь по отношениям с государствами и международными организациями Святого Престола, архиепископ — за значительный вклад в развитие и укрепление межгосударственных отношений между Арменией и Святым Престолом[37].
3. Эдгар Пенья Парра (21 октября 2022 года), заместитель государственного секретариата Святого Престола по общим делам, архиепископ — за значительный вклад в развитие и укрепление межгосударственных отношений между Арменией и Святым Престолом[38].
4. Антонио Сальваторе Монтальто (29 ноября 2022 года), почётный консул Итальянской Республики в Гюмри — за значительный вклад в укрепление и развитие армяно-итальянских дружественных связей[39].

### 2023 год (2 человека)
1. Лео Хусакос (4 ноября 2023 года), член Сената Канады — за вклад в укрепление и развитие дружественных отношений между Арменией и Канадой, а также защиту общечеловеческих ценностей[40].
2. преподобный Самуил Саакян (6 декабря 2023 года), основатель и почётный президент благотворительной организации «Солидарность протестантской церкви Франции и Армении» — за вклад в укрепление и развитие армяно-французских дружественных связей, а также многолетнюю неустанную гуманитарную деятельность[41].

### 2024 год (6 человек)
1. Пьер Узулиас[фр.] (15 апреля 2024 года), Вице-президент Сената Франции — за вклад в укрепление и развитие дружественных отношений между Арменией и Францией, защиту общечеловеческих ценностей[42].
2. Франсуа-Ксавье Беллами (15 апреля 2024 года), Депутат Европейского парламента (Франция) — за вклад в укрепление и развитие дружественных отношений между Арменией и Францией, защиту общечеловеческих ценностей[42].
3. Энн-Лоуренс Петель[англ.] (15 апреля 2024 года), председатель группы дружбы Франция-Армения Национального собрания Франции — за вклад в укрепление и развитие дружественных отношений между Арменией и Францией, защиту общечеловеческих ценностей[42].
4. Арно Нгашай (15 апреля 2024 года), заместитель мэра Парижа — за вклад в укрепление и развитие дружественных отношений между Арменией и Францией, защиту общечеловеческих ценностей[42].
5. Михаэль Рот[англ.] (29 апреля 2024 года), Председатель Комитета по иностранным делам Бундестага Федеративной Республики Германия — за значительный вклад в укрепление и развитие дружественных отношений между Арменией и Германией, защиту общечеловеческих ценностей[43].
6. Саманта Пауэр (25 декабря 2024 года), Глава Агентства США по международному развитию — за вклад в укрепление армяно-американских дружественных отношений, а также углубление сотрудничества между Республикой Армения и Соединёнными Штатами Америки[44].

### 2025 год (2 человека)
1. Одри Азуле (23 апреля 2025 года), Генеральный директор ЮНЕСКО — за значительный вклад в укрепление и развитие сотрудничества между Арменией и ЮНЕСКО, защиту гуманитарных ценностей[45].
2. Аннита Димитриу (13 мая 2025 года), Председатель Палаты представителей Республики Кипр — за значительный вклад в укрепление и развитие дружественных отношений между Арменией и Кипром[46].